# Майенфелд
Майенфелд (на немски: Maienfeld) е курортен град и община в Източна Швейцария. Разположен е в долината на река Рейн на 3 km на север от град Игис и на 3 km на юг от границата с Лихтенщайн. Първите сведения за града като населено място датират от 831 г. Има жп гара. Населението му е 3197 души по данни от преброяването през 2008 г.